# Яннік Шуманн
Яннік Шуманн (нім. Jannik Schümann; 23 липня 1992, Гамбург, Німеччина) — німецький актор. Він отримав три премії «Юпітер» за найкращу чоловічу роль: за роль Денні у фільмі «Близько до горизонту» (2020), за роль Еріка Штефеста у фільмі «9 днів неспання» (2021) і роль Франца Йосифа I у серіалі «Сісі» (2022). Він також відомий своїми ролями у фільмах «Наслідки» (2019), «Центр мого світу» (2016), «Мисливець на монстрів» (2020), серіалах «Дипломат» (2016—2023), «Племена Європи» (2021) та «Шаріте» (2019).

## Біографія
Шуманн народився в Гамбурзі, де він виріс із двома старшими братами в сільській місцевості Кірхвердер у районі Бергедорф. У дитинстві Шуманн захоплювався танцями та грою на фортепіано, що принесло йому роль юного Моцарта в німецькій прем'єрі мюзиклу «Маленький Моцарт» у театрі «Ноєр Флора» в Гамбурзі, коли йому було 9 років. Після виступу, коли він купував шоколадку на заправці, до нього підійшла агентка талантів і простягнула свою візитку. Шуманн підписав з нею контракт і записався на курси акторської майстерності в театральну школу «New Talent».

## Кар'єра
Дебют Шуманна на екрані відбувся в 11 років, коли він з'явився в епізоді медичного телесеріалу «Рятувальний вертоліт». У віці 12 років він подарував свій голос головному герою німецької радіопостановки «Оскар і рожева пані» за романом Еріка-Емманюеля Шмітта. Коли йому було 15 років, його взяли на роль у двосерійному фільмі «Щастя на іншому кінці світу». У підлітковому віці він знімався в серіалах, фільмах, театрі, радіодрамах, а також дублював персонажів мультфільмів.
Шуманн став відомим у 2011 році, у віці 17 років, завдяки ролі другого плану в фільмі «Домашнє відео», драмі про кібербулінг, де він зобразив Генрі, школяра, який залякує однокласника, головного героя, котрого зіграв Йонас Най, доводячи до самогубства. Фільм отримав визнання критиків, вигравши численні нагороди, включно з Deutscher Fernsehpreis за найкращий телефільм. Гра Шуманна принесла йому номінацію на премію «Нові обличчя» як найкращий молодий актор. У наступному році він отримав роль другого плану у фільмі «Барбара», а також у фільмі «Закінчення середньої школи», де він зіграв молодого торговця наркотиками, за що, разом із акторським ансамблем, був нагороджений спеціальним призом журі на Гессенській телевізійній премії (2012).
У 2013 році Шуманн знявся в ролі маніпулятивного підлітка Алева Ель-Кумара у фільмі «Ігровий інстинкт», драматичній екранізації однойменного роману Юлі Це. У 2015 році він отримав головну роль трансгендерного підлітка у фільмі «Мій син Хелен». У 2016 році він зіграв Ніколаса, об'єкт кохання Філа (Луї Гофман) у фільмі «Центр мого світу», драмі про дорослішання геїв, яку The Hollywood Reporter назвав «зворушливим підлітковим романом», а The Guardian описала як «по-справжньому милий». Фільм отримав 100 % рейтинг кінокритиків на Rotten Tomatoes, а також численні міжнародні нагороди та номінації. Це адаптація відзначеного нагородами однойменного молодіжного роману Андреаса Штайнгефеля.
У 2017 році Шуманна взяли на головну роль у схваленій критиками антиутопічній драмі «Молодь без Бога», де був антагоністом Яніса Нівенера. У тому ж році він отримав роль Альбрехта фон Шлахта в комедії «Вище суспільство». У 2019 році він з'явився разом з Кірою Найтлі в британській історичній драмі «Наслідки», а також у другому сезоні драматичного серіалу «Шаріте», який поширює Netflix. Події розгортаються в лікарні Шаріте в Берліні під час Другої світової війни. Шуманн зображує Отто, брата головного героя, гомосексуального студента медицини, який виступає проти нацистського режиму. Відслуживши військовий обов'язок, він повертається з війни працювати в госпіталі, де закохується в Мартіна. Вони тримають свій роман у таємниці, побоюючись, що Мартіна відправлять до концентраційного табору через параграф 175, німецький закон, згідно з яким гомосексуальні акти є злочином.

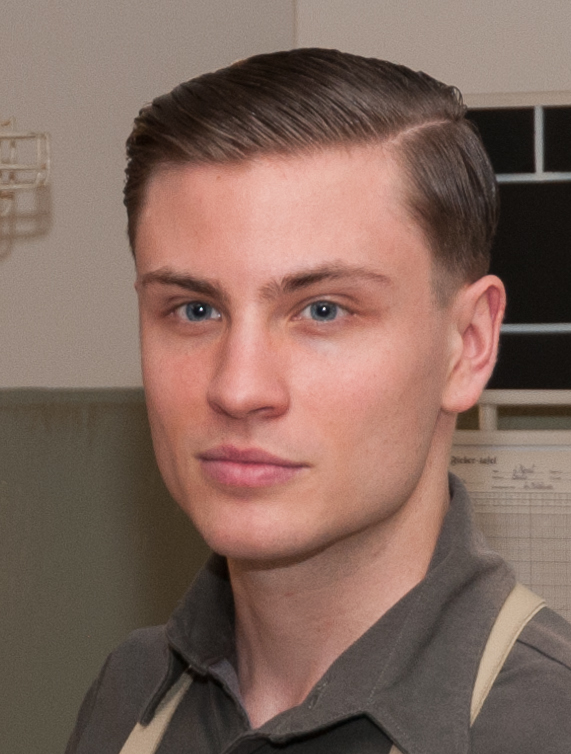
Шуманн під час зйомок у 2018 році

У 2019 році на екрани вийшла романтична драма «Так близько до горизонту» з Шуманном у головній ролі. Він зіграв модель і кікбоксера Денні Тейлора, постраждалого від сексуального насильства в дитинстві, якого батько заразив ВІЛ. Фільм є екранізацією однойменного бестселера Джесіки Кох про її реальні стосунки з Денні Тейлором. У фільмі розповідається про те, як Джессіка, яку грає Луна Ведлер, намагається налагодити стосунки з ВІЛ-позитивною людиною, яка пережила важку травму в дитинстві, у той час, коли не було ефективних антиретровірусних ліків, які б запобігли розвитку ВІЛ-інфекції в діагноз СНІД. Гра Шуманна принесла йому першу премію «Юпітер» за найкращу чоловічу роль.
У наступному році Шуманн з'явився у фільмі «Мисливець на монстрів» з Мілою Йовович у головній ролі та отримав головну роль у драматичному фільмі «9 днів неспання» про Еріка, залежного від метамфетаміну, який бореться з наркоманією з 14 років. Роль наркомана принесла Шуманну йому другу премію «Юпітер» за найкращу чоловічу роль.
Станом на 2021 рік він зображує Франца Йосипа I у відзначеному нагородами історичному драматичному серіалі «Сісі» з Домінік Девенпорт у ролі Сісі. Ця роль принесла Шуманну третю премію «Юпітер» за найкращу чоловічу роль. У лютому 2023 року серіал було продовжено на третій сезон.

### Активізм та інші починання
26 грудня 2020 року Шуманн опублікував в Instagram фотографію зі своїм партнером Феліксом Круком, що міжнародні ЗМІ розцінили це як публічний камінг-аут як гея. У 2021 році Шуманн розкритикував наратив камінг-ауту та пояснив, що ніколи не приховував своєї гомосексуальності, заявивши, що опублікував фотографію свого партнера лише «на знак підтримки ЛГБТК-спільноти». У лютому 2021 року він був одним із 185 акторів, які підписали маніфест #ActOut, ініціативу німецьких квір-акторів, спрямовану на досягнення видимості та різноманітності в кіно та театрі.
У Міжнародний день пам'яті жертв Голокосту 27 січня 2023 року він виступив із промовою в парламенті Німеччини, вперше в історії країни офіційно вшанувавши пам'ять ЛГБТ-жертв нацистського режиму.

## Особисте життя
Шуман вивчав англійську мову та медіазнавство в Берлінському університет імені Гумбольдтів. Він написав свою бакалаврську роботу про квір-кодування у фільмах «Disney». Його батько і двоє братів — муляри. Він живе зі своїм нареченим Феліксом Круком у Берліні. Вони оголосили про заручини 3 березня 2024 року.

## Вибрана фільмографія

### Кіно
| Рік  |   | Українська назва      | Оригінальна назва       | Роль                    |
| ---- | - | --------------------- | ----------------------- | ----------------------- |
| 2012 | ф | Барбара               | нім. Barbara            | Маріо / нім. Mario      |
| 2016 | ф | Центр мого світу      | нім. Die Mitte der Welt | Ніколас / нім. Nicholas |
| 2017 | ф | Занурення             | англ. Submergence       | Пол / англ. Paul        |
| 2019 | ф | Наслідки              | англ. The Aftermath     | Альберт / англ. Albert  |
| 2020 | ф | Мисливець на монстрів | англ. Monster Hunter    | Ейден / англ. Aiden     |

### Телебачення
| Рік  |   | Українська назва     | Оригінальна назва                             | Роль                    |
| ---- | - | -------------------- | --------------------------------------------- | ----------------------- |
| 2003 | с | Рятувальний вертоліт | нім. Die Rettungsflieger                      | Торбен / 1 серія        |
| 2016 | с | Кобра 11             | нім. Alarm für Cobra 11 – Die Autobahnpolizei | Мартін Грубер / 1 серія |
| 2021 | с | Племена Європи       | англ. Tribes of Europa                        | Девіат / 5 серій        |

## Нагороди
- 2012: номінація на премію «Нові обличчя»[de] за Homevideo (кращий молодий актор)
- 2012: Спеціальна нагорода журі Гессенської телевізійної премії[de] за «Закінчення середньої школи[de]» (разом із Ізабель Бонгард[de], Сонею Герхардт[de], Вінсентом Редецкі[de] і Антоном Рубцовим[de])
- 2016: Askania Award[de] («Shooting-Star-Award»)
- 2020: «Юпітер»[de] — найкращий національний актор
- 2020: GQ Care Award — найкращий образ[27]
- 2021: «Юпітер» — найкращий національний актор
- 2022: «Юпітер» — найкращий національний актор